# Information Awareness Office

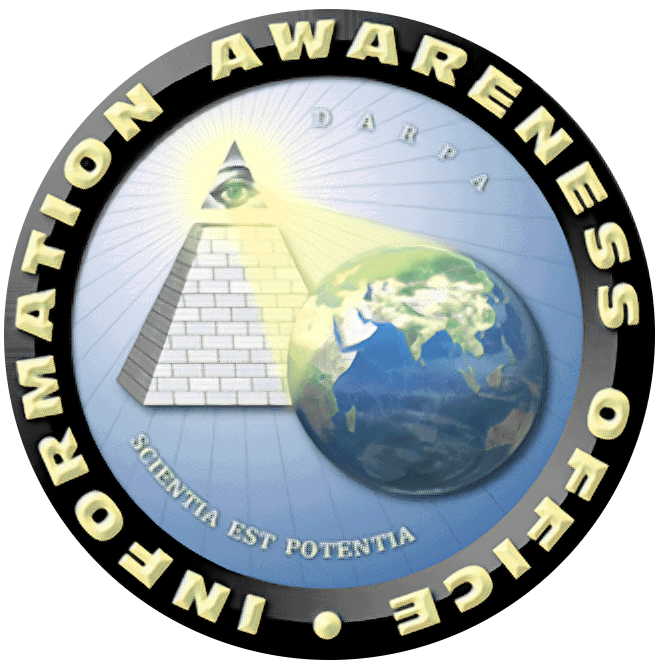
Siegel des Information Awareness Office; Motto: scientia est potentia.

Das Information Awareness Office (IAO) war ein Projekt, das von der DARPA, einer Organisationseinheit des Verteidigungsministeriums der Vereinigten Staaten, gegründet wurde. Aufgabe des IAO war es, innerhalb einer Datenbank alle verfügbaren Merkmale der Bürger des Staates zu suchen und diese später auf verdächtige Muster auszuwerten. Dies sollte vor allem zur Terrorismusbekämpfung geschehen.

## Geschichte
Die IAO wurde Anfang 2002 von US-Präsident Bush unter dem Namen Total Information Awareness ins Leben gerufen. Später wurde der Name in Terrorist Information Awareness geändert. John Poindexter wurde zum Leiter bestellt.
Die erste öffentliche Information war am 13. Februar 2002 in der New York Times zu lesen. Zu diesem Zeitpunkt war noch sehr wenig über die Ziele der neu geschaffenen Behörde bekannt. Doch schon die Tatsache, dass man Festplatten in Petabyte-Größe benötigen würde, sorgte für starke Verwunderung und Überwachungsängste. Bürgerrechtsorganisationen, beispielsweise die EFF, protestierten wegen der Orwell’schen Absichten und wegen der Vergangenheit von Poindexter gegen diese Behörde.
Am 16. Januar 2003 wurde von Senator Russ Feingold ein Gesetz einberufen, das den Kongress zu einer Prüfung der Aktivitäten der IAO veranlassen sollte. Nach einer ähnlichen Eingabe eines anderen Senators sollte die IAO nicht mehr in den USA operieren dürfen. Ende Februar wurde eine Anordnung erlassen, nach der die IAO alle Aktivitäten stoppen solle. 
Die DARPA änderte am 20. Mai 2003 den Namen in Terrorist Information Awareness, um  deutlich zu machen, dass man nicht Dossiers von US-Bürgern anfertigen wolle. Stattdessen solle die Behörde nur zur Terrorismusbekämpfung dienen. Trotz alledem wurde zwei Monate später beschlossen, keine Gelder mehr für die Behörde bereitzustellen. Dies bedeutete zunächst das Ende für die IAO. Jedoch wurde einige Zeit später ein Programm namens ADVISE (Analysis, Dissemination, Visualization, Insight, and Semantic Enhancement) initiiert, das identische Ziele verfolgt und aus dem TTVA-Portfolio (Threat and Vulnerability Testing and Assessment) finanziert wird.

## Forschungsprogramme
Bei den aufgeführten Forschungsprogrammen sollte berücksichtigt werden, dass nach Expertenmeinung große Teile dieser Technologien bereits im Prinzip vorlagen; zumindest wird im Falle des Geheimdienstes NSA davon ausgegangen, da dieser seit Jahrzehnten genau die gleichen programmatischen Zielsetzungen verfolgt. Die Unmöglichkeit der Verwendung jener Technologien mag sich aus dem speziellen Charakter des Geheimdienstes herleiten.

### Babylon
Dieses Programm sollte die Kommunikation im Kriegseinsatz gewährleisten. Hierdurch sollte es den Soldaten möglich sein, mit der gegnerischen Seite oder mit Verletzten zu kommunizieren. Ein Programm namens Rapid Multilingual Support (RMS) wurde in Afghanistan eingesetzt. 

### Bio-Surveillance (BSS)
Die Aufgabe der BSS war es, Techniken zu entwickeln, die frühzeitig den Einsatz von biochemischen Waffen erkennen. Dies sollte durch die Überwachung von Tierspuren oder auch spezifischen Erkrankungsanzeichen geschehen. 

### Effective, Affordable, Reusable Speech-to-Text (EARS)
EARS sollte automatisch Sprache in Text übersetzen. Geplantes Einsatzgebiet waren vor allem Telefonate. Dadurch wollte man wesentlich schneller Informationen aus den Gesprächen extrahieren und verarbeiten.

### Evidence Extraction and Link Discovery (EELD)
Das Programm sollte Werkzeuge für die automatische Entdeckung und Verarbeitung von Verdachtsmomenten in öffentlichen und geheimen Datenquellen entwickeln. Dabei ging es vor allem darum, Beziehungen zwischen Personen und/oder Organisationen durch den Nachrichtenverkehr aufzudecken. 

### FutureMap
Die FutureMap ist wahrscheinlich die bekannteste und am stärksten kritisierte Entwicklung der IAO. Es sollte eine Art Börse darstellen, auf der sicherheitspolitisch relevante Informationen gehandelt werden. In einer ersten Stufe konnte man Geld auf Terroranschläge setzen. Besonders der moralische Aspekt wurde von der Öffentlichkeit stark kritisiert. Dies führte schließlich dazu, dass das Projekt schnell wieder eingestellt wurde.

### LifeLog
Das Ziel des LifeLog-Konzeptes war es, "die Fäden des Lebens eines Individuums in Bezug auf Ereignisse, Zustände und Beziehungen verfolgen zu können", und es sollte die Fähigkeit haben, "das gesamte Erleben eines Individuums aufzunehmen, von den gewählten Telefonnummern und angesehenen E-Mail-Nachrichten bis hin zu jedem Atemzug und Schritt der gemacht und Ort der aufgesucht wurde".

### Genisys
Genisys ist der Name einer Datenbank, die sehr große Datenmengen verarbeiten können soll. Dabei erwiesen sich die Paradigmen von 1980 als veraltet. Stattdessen wollte man folgende Entwicklungen beginnen:
1. Entwicklung einer einfachen Abfragesprache
2. Unterstützung von automatischer Restrukturierung der Daten
3. Speicherung der Daten im Zeitkontext
4. Erschaffung von Filtern für die Privatsphäre
5. Entwicklung einer großen verteilten Umgebung, die mit den enormen Datenmengen umgehen kann

### Human Identification at a Distance (HID)
Dieses Programm ermöglicht die Identifizierung von Personen, die sich in einigem Abstand der optischen Überwachungseinheit befinden anhand der Gangart oder Gesichtsform.

### Total Information Awareness (TIA) [eingestellt]
Nach den Terroranschlägen am 11. September 2001 rief die US-Regierung dieses Projekt für Totale Informationskenntnis ins Leben. Damit wurde die vollkommene detaillierte elektronische Überwachung der Bevölkerung im Rahmen der Terrorbekämpfung gerechtfertigt. Trotz der Unterstützung des Präsidenten untersagte der US-Kongress die weitere Finanzierung des Projekts Ende 2003.